# 4918 Rostropovich
4918 Rostropovich este un asteroid din centura principală, descoperit pe 24 august 1974 de Liudmila Cernîh.